# Yuliya Shvayger
Yuliya Shvayger (en hebreu: יוליה שוויגר‎, en ucraïnès: Юлія Швайгер; nascuda el 20 d'octubre de 1994) és una jugadora d'escacs israeliana d'origen ucraïnès. Té el títol de Gran Mestra Femenina i el de Mestre Internacional des de 2017. Shvayger va passar a representar la federació nacional d'Israel el 2012.

## Resultats destacats en competició
Shvayger ha representat l'equip israelià a les olimpíades d'escacs femenines i al Campionat d'Europa per equips femení. Va guanyar la medalla de bronze individual al quart tauler al Campionat d'Europa per equips femení el 2013.
Shvayger va competir al torneig del Campionat del Món d'escacs femení el 2018. Va ser eliminada per Monika Soćko a la primera ronda després de perdre per un marcador de ½–1½. El mes següent, Shvayger va guanyar el campionat femení d'Israel superant Marsel Efroimski en el desempat, després que ambdues jugadores aconseguissin 7 punts.